# Eduard Bass
Eduard Bass, w istocie Eduard Schmidt, (ur. 1 stycznia 1888 w Pradze, zm. 2 października 1946 tamże) – czeski pisarz, dziennikarz, piosenkarz, aktor, konferansjer i autor piosenek.

## Życiorys
Pochodził z rodziny niemiecko-czeskiej, mającej czeską świadomość narodową. Ukończył w Pradze szkołę handlową, studiował na Politechnice Federalnej w Zurychu. Pracował 10 lat jako przedstawiciel handlowy w firmie swojego ojca produkującej wyroby szczotkarskie. W latach 1905–06 mieszkał w Monachium, gdzie zapoznał się z tamtejszymi kabaretami.

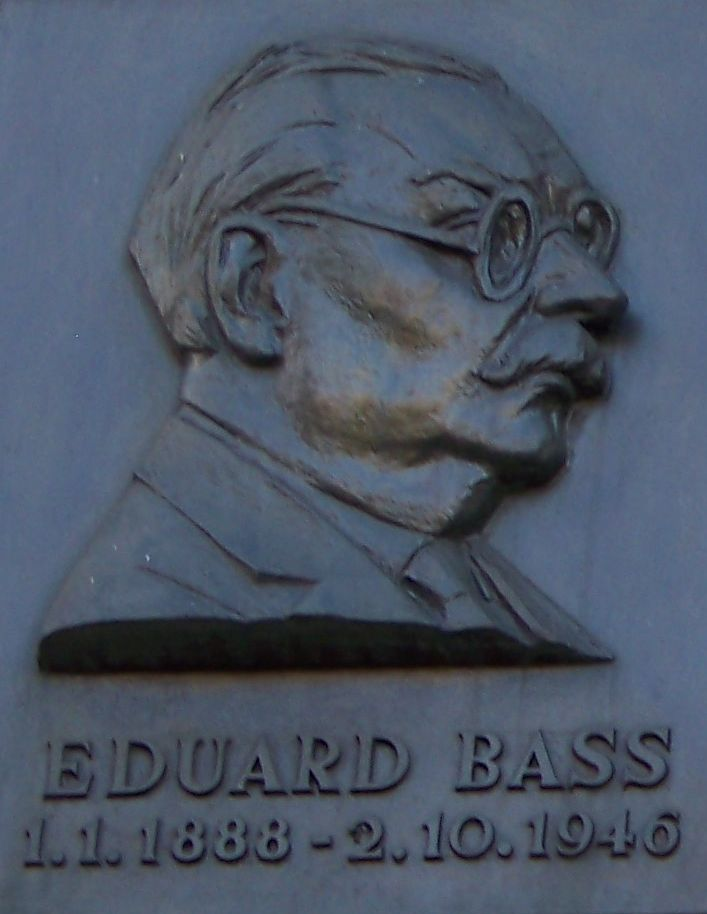
Płaskorzeźba na tablicy pamiątkowej w Pradze

Współtworzył kabaret „Czerwona siódemka” (Červená sedma). Od 1910 występował jako recytator w kabarecie Eduarda Schöbla „Pod białym łabędziem” (U Bílé labutě). W tym czasie rozpoczął długotrwałą pracę z czeskim reżyserem teatralnym, artystą kabaretu i aktorem Emilem Arturem Longenem. Jednocześnie był związany z magazynami satyrycznymi, a wraz z innymi karykaturzystami był redaktorem ulotek. Podczas I Wojny Światowej służył jako sanitariusz. W latach 1920–1942 pracował jako redaktor Lidových novin, a w latach 1933-1938 był ich redaktorem naczelnym.
Najbardziej znanymi jego powieściami są „Jedenastka Kłapząba” (Klapzubova jedenáctka, wydana w Polsce trzykrotnie w latach 1947–1959, w przekładzie Zdzisława Hierowskiego, pod tytułem „Klub jedenastu”) i „Cyrk Humberto” (Cirkus Humberto), które zostały sfilmowane. W Polsce wydano również „Przyjęcie u hrabiego d'Ascensons-Létardais” (Lidé z maringotek) oraz „Szalone życie Aleksandra Stawiskiego” (Divoký život Alexandra Staviského).

## Adaptacje filmowe
- Klapzubova jedenáctka (1938), czeski film, reżyseria: Ladislav Brom, w rolach głównych:  Theodor Pištěk, Antonie Nedošinská, Fanda Mrázek, Raoul Schránil i inni.
- Lidé z maringotek (1966), czeski film, reżyser Martin Frič, w rolach głównych: Jozef Kroner, Jan Tříska, Emília Vášáryová, Martin Růžek, Dana Medřická i inni.
- Klapzubova jedenáctka (1968), czeski serial telewizyjny, reżyseria: Edward Hoffman, w rolach głównych: Jiří Sovák,  Vlasta Chramostová, Josef Hlinomaz, Miloš Kopecký, Jiřina Bohdalová, Peter Ustinov, Jan Werich i inni.
- Cirkus Humberto (1988), czesko-niemiecki serial telewizyjny, reżyser Franciszek Filip, w rolach głównych: Martin Růžek, Dagmar Veškrnová, Radoslav Brzobohatý, Jaromír Hanzlík, Werner Possardt  i inni.